# Lưu Yên (họa sĩ)
Lưu Vĩnh Yên (15 tháng 12 năm 1930 – 12 tháng 11 năm 2013), thường được biết đến với bút danh Lưu Yên, là một họa sĩ người Việt, tác giả của một số bức tranh tiêu biểu cho nền mỹ thuật Việt Nam hiện đại. Ông là một trong những sinh viên trường Mỹ thuật Việt Nam khóa Tô Ngọc Vân 1955 – 1957. Trong suốt thời gian hoạt động nghệ thuật của mình, ông đã có những đóng góp đáng kể cho nền hội họa Việt Nam qua nhiều tác phẩm hội họa, sách tranh, triển lãm và nhiều bài viết về hội họa đương đại, cổ điển Việt Nam cũng như thế giới.

## Cuộc đời và Sự nghiệp
Lưu Yên sinh ngày 15 tháng 12 năm 1930 tại xã An Hưng, An Dương, Hải Phòng. Ông là con thứ hai trong một gia đình tiểu tư sản, đông anh chị em. Từ nhỏ, ông được cha mẹ cho đi học và tốt nghiệp tú tài phần thứ nhất ban sinh ngữ, do đó ông có thể sử dụng thành thạo tiếng Pháp. Sau khi học xong tú tài, ông được nhận vào làm tại hãng máy bay Air France. Tuy nhiên sau khi đi làm được 1 ngày, ông nhận thấy mình không phù hợp với công việc văn phòng nên xin nghỉ không làm nữa. Sau khi nghỉ, ông xin vào lớp học vẽ do Họa sĩ Lương Xuân Nhị tổ chức. Năm 1953, ông về Yên Mỹ – Hưng Yên dạy học, sau đó tiếp tục về Hà Nội làm gia sư. Năm 1954, ông tiếp tục học vẽ và thi đỗ vào trường Mỹ thuật Việt Nam, khóa Tô Ngọc Vân 1955 – 1957.
Năm 1958, Lưu Yên đi thực tế tại Quảng Ninh cùng Hoàng Công Luận, tham gia làm công nhân mỏ đồng thời làm công tác văn hóa. Trong thời gian này, ông tham gia triển lãm "Khu mỏ xưa và nay"; tham gia vẽ tranh tường "Xưa và nay – Hai chế độ" ở Cẩm Phả; thiết kế và trình bày tại Bảo tàng Quảng Ninh và có đóng góp không nhỏ trong việc xây dựng phong trào mỹ thuật Quảng Ninh thông qua việc giảng dậy các lớp hội họa cho thế hệ trẻ tại đây, những lớp họa sĩ công nhân mỏ đầu tiên. Năm 1961, ông chuyển về Hà Nội, làm Biên tập viên Nhà Xuất bản Phổ thông thuộc Tổng cục Thông tin, sau đó chuyển sang công tác tại Nhà xuất bản Văn hóa thuộc Bộ Văn hóa – Thông tin. Năm 1985, ông chuyển về làm Biên tập viên Tạp chí Mỹ thuật Việt Nam và nghỉ hưu vào năm 1990.
Sau khi nghỉ hưu, ông tiếp tục đóng góp cho nền mỹ thuật Việt Nam qua sáng tác tranh, các bài viết như tiểu luận về hội họa cổ Nhật Bản - Nhà xuất bản Mỹ thuật, 1993; Thành viên Hội đồng biên soạn Tủ sách nghệ thuật – Danh hoạ thế giới, 2001; Thành viên Ban biên tập chuyên ngành Mỹ thuật – Từ điển Bách khoa Việt Nam, 1995; thành viên Hội đồng nghệ thuật chấm giải Mỹ thuật Việt Nam – Asean, 1998.
Ngoài công tác biên tập tại tạp chí, ông còn được biết đến là một tác giả có các bài nghiên cứu về mỹ thuật Việt Nam và Thế giới, phê bình nghệ thuật, minh họa trên sách, báo, tạp chí; hợp tác biên tập về mỹ thuật với các nhà xuất bản như Nhà xuất bản Kim đồng và Tạp chí quân đội, Từ điển bách khoa Việt Nam, Công ty Tem Việt Nam, Nhà Xuất bản giáo dục, Tạp chí Mỹ thuật, Nhà Xuất bản văn hóa, Nhà Xuất bản phổ thông...
Lưu Yên trở thành hội viên Hội Mỹ thuật Việt Nam năm 1970. Trong lĩnh vực hội hoạ, ông luôn tìm tòi thực nghiệm theo nhiều khuynh hướng, nhưng về căn bản vẫn là hiện thực, thể hiện chân dung và hình tượng con người. Các tác phẩm của ông thường sử dụng khuôn khổ nhỏ hoặc trung bình (lụa, khắc gỗ, sơn mài, Acrylic, sơn dầu, phấn mầu), đôi khi trên nền tảng nghiên cứu "cụ thể, khách quan" ông giản lược hình thành "dấu hiệu" với những nét bản chất, hầu như "chủ quan – trừu tượng". Ông đã có nhiều tác phẩm xuất sắc, được giải thưởng cao ở Việt Nam. Các tác phẩm này được vẽ và sáng tác tại nhiều nơi như Huế, Quảng Ninh...Một số tác phẩm tiêu biểu được sáng tác trước năm 1975 như Công nhân mỏ cẩm phả (1960) – sơn mài, Trầm tư (1967) – kỹ thuật hỗn hợp, Hà Nội những năm 1960 (1960), Ấn tượng chiến tranh (1969) – sơn dầu...
Lưu Yên mất ngày 12 tháng 11 năm 2013 tức ngày 10 tháng 10 năm Nhâm Thìn tại nhà riêng phố Nguyễn An Ninh, Hoàng Mai, Hà Nội, Việt Nam. Ông được an táng tại Nghĩa trang Văn Điển.

## Tác phẩm tiêu biểu
Sau năm 1975
- Chiếc Áo Thổ cẩm (2001)
- Em bé người tày (1999)
- Em bé H'Mong (1992)
- Thiếu nữ miền núi (1990)
- Đêm nay bác không ngủ (1985)
- Du kích già Bắc Sơn (1983)
- Vá buồm vá lưới (1980)
- Tự vệ công nhân (1975)
- Anh lái xe (1960)
- Em bé đi học (1956 – bột màu)

Tranh sơn dầu, sơn mài, Acrylic, bột màu,....
Và hàng trăm ký họa về phong cảnh, con người.

## Vinh danh
- Huân chương Kháng chiến hạng Nhì[8];
- Huy chương Chiến sĩ Văn hóa[8];
- Huy chương Vì sự nghiệp Văn hóa Nghệ thuật[8];
- Huy chương Vì sự nghiệp Mỹ thuật Việt Nam[8];
- Huy Chương đồng Triển lãm Mỹ thuật toàn quốc năm 1960 (nhóm tác giả)[1];
- Giải tặng thưởng Văn học Nghệ thuật năm 2000[9].